# 産業能率大学
産業能率大学（さんぎょうのうりつだいがく、英語: Sanno University）は、東京都世田谷区等々力六丁目39番15号に本部を置く日本の私立大学。1942年創立、1979年大学設置。大学の略称は産能大。

## 概要
1979年の創立以来、「産業能率大学」を校名としていたが、1989年（平成元年）に「産能大学」（さんのうだいがく）に変更したが、2006年4月に、再び現在の名称に改称した。
2013年、経営学部にマーケティング学科を開設。
大学通信教育課程を設置しており、通信教育の学生数が通学生より多い大学として知られる。
設置者である学校法人産業能率大学がJリーグ・湘南ベルマーレのオフィシャル・クラブ・パートナーであり、コラボレーションとして湘南キャンパスにある情報マネジメント学部に「スポーツマネジメントコース」を設置している。また、放送大学と単位互換協定を締結している。

## 沿革
- 1920年（大正9年） - 上野陽一が日本初の作業改善コンサルテーションを実施
- 1925年（大正14年） - 日本産業能率研究所創立（財団法人協調会から分離独立）
- 1942年（昭和17年） - 財団法人日本能率学校設立
- 1950年（昭和25年） - 産業能率短期大学開学
- 1951年（昭和26年） - 学校法人産業能率短期大学へ組織変更
- 1978年（昭和53年） - 法人名を学校法人産業能率大学に改称
- 1979年（昭和54年） - 産業能率大学開学。日本初の経営情報学部（経営学科・情報学科）を設置。マネジメントスクール開設
- 1989年（平成元年） - 法人名を学校法人産能大学に、大学名を産能大学に改称
- 1992年（平成4年） - 大学院経営情報学研究科（経営情報学専攻）（修士課程）開設
- 1995年（平成7年） - 通信教育課程（経営情報学部経営情報学科）開設
- 1996年（平成8年） - 大学院が自由が丘で昼夜開講制を開始
- 2000年（平成12年） - 法人名を学校法人産業能率大学へ改称。経営情報学部（経営学科・情報学科）を改組し、経営学部（経営学科）と経営情報学部（経営情報学科）を開設
- 2003年（平成15年） - 大学院経営情報学研究科（経営情報学専攻）に情報コースを開設。大学として初のプライバシーマークを取得
- 2004年（平成16年） - 大学院経営情報学研究科（経営情報学専攻）にMBAコースを開設。湘南ベルマーレのスポンサーとなる
- 2005年（平成17年） - サテライトキャンパス（自由が丘・代官山）を開設。経営学部を自由が丘キャンパスで開講
- 2006年（平成18年） - 大学名を産業能率大学へ改称
- 2007年（平成19年） - 経営情報学部経営情報学科を情報マネジメント学部現代マネジメント学科に、経営情報学部経営情報学科通信教育課程を情報マネジメント学部情報マネジメント学科通信教育課程に、経営学部経営学科を経営学部現代マネジメント学科に改組。大学院の経営情報学研究科経営情報学専攻を総合マネジメント研究科総合マネジメント専攻に改組。横浜ベイスターズ(現:横浜DeNAベイスターズ)と業務提携。スポーツマネジメント研究所発足。ビーチバレーの選手育成や普及活動を目指すと発表
- 2009年（平成21年） - 大学院総合マネジメント研究科総合マネジメント専攻MBAコースをマネジメント大学院コースに改称
- 2010年（平成22年） - 大学院総合マネジメント研究科総合マネジメント専攻情報コースを情報マネジメントコースに改称
- 2013年（平成25年） - 経営学部にマーケティング学科を開設。事務部機能を自由が丘キャンパスへ移管
- 2014年（平成26年） - 本年度現代マネジメント学部現代マネジメント学科への入学生から専門教育科目群の専門コースをスポーツマネジメント、マーケティング企画、ビジネスマネジメント、コンテンツビジネスの4コースに改編。コンテンツビジネス研究所発足
- 2016年（平成28年） - 経営学部現代ビジネス学科にグローバルコミュニケーションコースを開設
- 2018年（平成30年） - 大学院総合マネジメント研究科総合マネジメント専攻に会計マネジメントコースを開設

## 学部
- 経営学部
  - 経営学科
    - グローバルコミュニケーションコース
    - ビジネスリーダーコース
    - ホスピタリティコース
    - ビジネス経営コース

  - マーケティング学科
- 情報マネジメント学部
  - 現代マネジメント学科
    - マーケティング企画コース
    - スポーツマネジメントコース
    - ビジネスマネジメントコース
    - コンテンツビジネスコース
    - デジタルマネジメントデザインコース

  - 現代マネジメント学科通信教育課程（以下のコースは3年次よりわかれるもので、2023年9月現在のもの）
    - 経営コース
    - 税務・会計マネジメントコース
    - 人材・組織マネジメントコース
    - ビジネス教養コース
    - 心理マネジメントコース
    - スポーツに学ぶマネジメントコース
    - ファイナンシャル・プランナーコース
    - 心理カウンセリングコース

## 大学院
- 総合マネジメント研究科 
  - 総合マネジメント専攻（修士課程）
    - 経営管理コース（MBA）
    - 会計マネジメントコース
    - 税務マネジメントコース

## キャンパスと交通アクセス
自由が丘キャンパス
東京都世田谷区等々力6-39-15。経営学部、通信教育事務部、管理部門、総合研究所、自由が丘産能短期大学が所在する。
東急電鉄（東横線・大井町線）「自由が丘駅」正面口より徒歩15分。「九品仏駅」より徒歩9分。バス（東急コーチ）5分、「等々力七丁目」下車2分。
代官山キャンパス
東京都目黒区青葉台1-4-4。大学院、セミナールームがある。
東急東横線「代官山駅」正面口より徒歩7分。
湘南キャンパス
神奈川県伊勢原市上粕屋1573。情報マネジメント学部がある。
小田急小田原線「伊勢原駅」北口よりバスで約12分。産業能率大学行きバス終点下車。大山ケーブル駅行き「石倉」下車、徒歩5分。
上記3キャンパスのほか、東北事業センター（宮城県仙台市）、東日本事業部（東京駅前のサピアタワー内）、中部事業部（愛知県名古屋市）、西日本事業部（大阪市）を有する。

## 自治体などとの協力関係
- 神奈川県大磯町（包括的提携協定）[3]。

## サークル活動
かつて全日本選手権準優勝になり、元プロ野球審判員を輩出した軟式野球部などがある。通信教育課程の学生はサークルへの参加は認められていない（いわゆるインカレサークル等に参加するのは自由）。
通信教育課程には、学生会があり、科目修得試験に向けた自習型の学習会、講師を招いた講演会型の学習会、また大人の社会科見学的なイベントや科目修得試験終了後等に懇親会を行なっている。この学生会は都道府県の名前を冠したものと、学習分野に特化したものがあるが、どれも居住地や所属コースに関係なく、加入することができる。入会金制度を取る会と年会費制度をとる会がある。入会金制度の方は年会費はかからず、大抵は卒業後も活動に参加できる永久会員制度をとっている。主なサークルとして、セザンジュと呼ばれる自由が丘の町を案内するサークルなどもある。体育系団体では「サバイバルゲーム同好会」（サバイバルゲームサークル）も存在している。

## 職員
- 上野陽一 - 前身である日本能率学校および産業能率短期大学創設者。
- 上野一郎 - 学校法人産業能率大学理事長として開学に携わり、実質的な創設者。第5代学長も務める。
- 川合俊一 - スポーツマネジメント研究所客員研究員。日本ビーチバレーボール連盟会長。
- 加藤望 - 産業能率大学サッカー部監督。元柏レイソル、湘南ベルマーレ選手。
- 窪田靖彦 - コンサルタント、産業能率大学チューター。

## 著名な卒業生

### サッカー
- 鈴木翼 - サッカー選手
- 久富良輔 - サッカー選手
- 楠元秀真 - サッカー選手
- 遠藤元一 - サッカー選手
- 佐藤隼 - サッカー選手
- 浜下瑛 - サッカー選手
- 小松蓮 - サッカー選手
- 河西真 - サッカー選手
- 佐藤尚輝 - サッカー選手
- 渡邉りょう - サッカー選手
- 吉田朋恭 - サッカー選手
- 新井泰貴 - サッカー選手
- 吉田伊吹 - サッカー選手
- 篠崎輝和 - サッカー選手
- 野澤陸 - サッカー選手
- 鎌田斗来 - サッカー選手

### バレーボール
- 溝江明香 - ビーチバレー選手
- 鈴木千代 - ビーチバレー選手

### 実業
- 古川隆 - 実業家
- 海老根智仁 - 実業家
- 南原竜樹 - 実業家　※中退

### 芸能
- 児玉美保 - フリーアナウンサー、ラジオDJ[5]
- ジョニー志村 - ものまねタレント
- 房みどり - ファッションモデル
- 新内 眞衣 - ファッションモデル、ラジオパーソナリティ、タレント、舞台女優、アイドルグループ・乃木坂46の元メンバー
- 高城元気 - 声優

### その他
- 小林正則 - 元小平市長[6]
- 川端祐樹 - 元上天草市長
- 小若順一 - 市民運動家
- 鈴木岳幸 - 衆議院議員
- 福井トシ子 - 保健医療学博士（Ph.D）、日本看護協会会長。看護師、助産師、保健師。本学大学院修了（MBA）
- なきま（デンジャラス赤鬼） - 日本のYouTuber
- 吉岡勉 - 会計学者